# Irura bicolor
Irura bicolor är en spindelart som beskrevs av Zabka 1985. Irura bicolor ingår i släktet Irura och familjen hoppspindlar. Inga underarter finns listade i Catalogue of Life.